# Porte d'Orléans
 (mai 2024).
Si vous disposez d'ouvrages ou d'articles de référence ou si vous connaissez des sites web de qualité traitant du thème abordé ici, merci de compléter l'article en donnant les références utiles à sa vérifiabilité et en les liant à la section « Notes et références ».
La porte d'Orléans est l'une des 17 portes percées dans l'enceinte de Thiers au milieu du XIXe siècle pour protéger Paris, en France.

## Situation et accès
Située dans le 14e arrondissement de Paris, la porte d'Orléans, qui est aujourd'hui l'une des principales portes de la capitale, est située autour de la place du 25-Août-1944. 
On y trouve au nord le carrefour de l’avenue du Général-Leclerc, du boulevard Brune, et du boulevard Jourdan, et au sud le carrefour de l’avenue de la Porte-d'Orléans, de l’avenue Ernest-Reyer, de l’avenue Paul-Appell et de la rue de la Légion-Étrangère, officiellement dénommé place Edith-Thomas.
Elle fait face à la commune de Montrouge.
La porte d'Orléans est un nœud de transports très important, routes ou transports en commun. Elle est, depuis 2014, utilisée comme point de départ de certains compagnies d'autocars, vers la province.

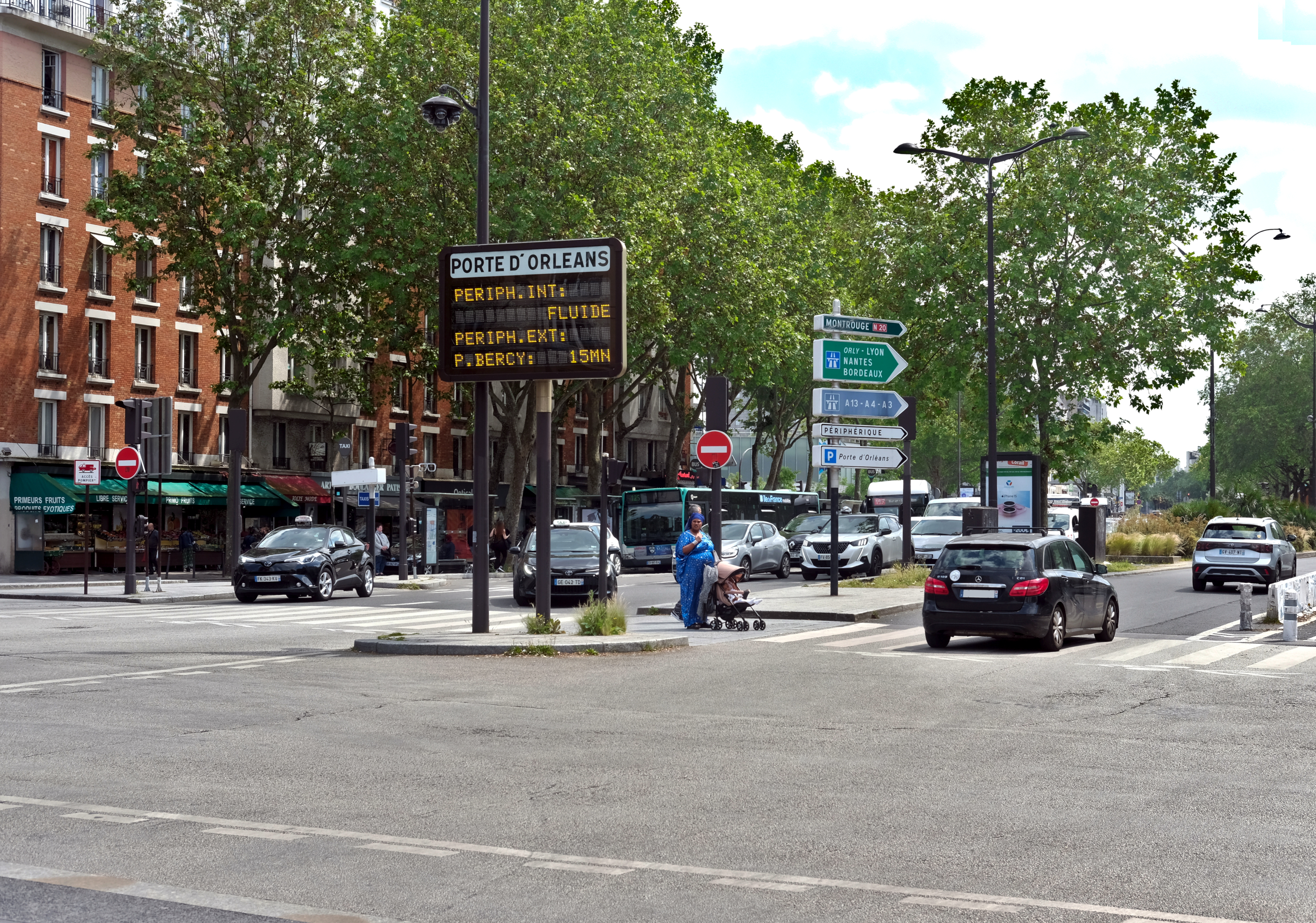
La porte d'Orléans vue depuis le boulevard Brune.
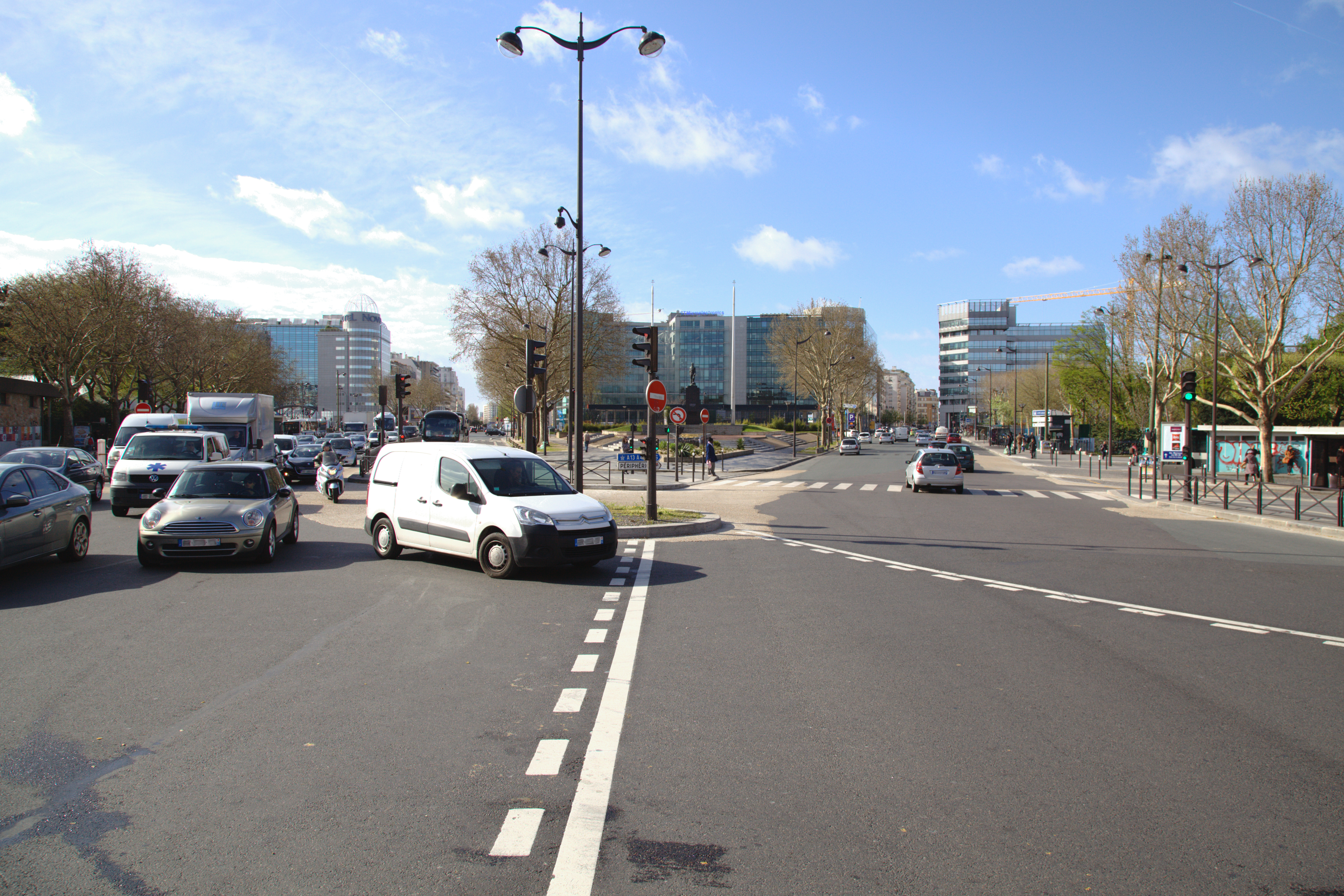
Arrivée de l'ancienne N20.

La porte d'Orléans est le point de départ de l'ancienne route nationale 20 qui relie Paris à la frontière espagnole, via Orléans, Toulouse et Bourg-Madame.
Le trafic y est très important, c'est l'une des principales portes de Paris au sud, avec la porte d'Italie et la porte de Saint-Cloud. La porte d'Orléans est aussi un des spots mythiques de l'auto-stop, aujourd'hui, comme hier,.
De plus l'axe ex-RN 20 - avenue du Général-Leclerc est à la fois un axe principal pour la préfecture de police (convois présidentiels et pénitentiaires), mais aussi un des deux points d'entrée au sud de Paris (avec la porte d'Italie) pour les convois exceptionnels (la ligne aérienne de contact — LAC — du tramway est d'ailleurs relevable de 50 cm pour le gabarit des camions hauts).
Un demi-échangeur permet l'accès au boulevard périphérique vers l'ouest (porte de Châtillon). Sur celui-ci, côté est, un échangeur marque le début de l'autoroute A6a, vers Lyon, mais aussi Bordeaux et Nantes (par l'A10), plus une entrée sur le boulevard périphérique 300 mètres plus loin en direction de l'est (Porte de Gentilly).
Transports en commun

Plan RATP de la Porte d'Orléans

La porte d'Orléans est desservie par la ligne 4 du métro, ainsi que par le tramway T3a. Deux gares routières assurent le terminus de très nombreuses lignes de bus :
- au nord, le long de l'avenue du Général-Leclerc, à la sortie du dépôt de bus, on trouve les lignes 38, 68 et 92 vers Paris intra-muros,
- au sud, sur la place du 25 août 1944, de nombreuses lignes de banlieue :
  - réseau de bus RATP : les lignes 125, 126, 128, 187, 188, 194, 197, 299 et 388 ;
  - autres réseaux : la ligne 54 du réseau de bus de Sénart, les lignes 108, 109, M151 et M154 du réseau de bus Cœur d'Essonne, par la ligne 475 du réseau de bus Île-de-France Ouest.

## Origine du nom
La porte d'Orléans doit son nom au fait que la route venant d'Orléans (aujourd'hui il s'agit de la route nationale 20) a toujours abouti (ou passait) à cet endroit.

## Historique
Au Moyen Âge, la route d'Orléans était alors un axe d'une grande importance pour la cohésion de la monarchie naissante, puisque Paris et Orléans étaient alors les deux principales villes du domaine royal.
La porte d'Orléans était déjà, au début du XXe siècle, un pôle de transports en commun. Elle accueillit, de 1893 jusqu'en 1937, l'Arpajonnais, un chemin de fer secondaire à voie métrique, qui transportait les voyageurs, mais également les marchandises et notamment les produits maraîchers qu'elle amenait aux Halles de Paris.
L'enceinte de Thiers, détruite après la Première Guerre mondiale, bénéficiait d'un espace inconstructible, la Zone qui a été urbanisé dans l'entre-deux-guerres, notamment par la construction des habitations à bon marché (HBM) de la Ville de Paris.
C'est par cette porte que des éléments de la 2e division blindée du général Leclerc furent les premières unités alliées à entrer dans la capitale, le 24 août 1944, contribuant ainsi à la Libération de Paris, à la fin de Seconde Guerre mondiale. Cet évènement constitua une étape importante dans la réalisation du serment que Leclerc avait fait devant ses hommes à l'issue de la bataille de Koufra en 1941, celui de ne déposer les armes que lorsque le drapeau français flotterait de nouveau sur la cathédrale de Strasbourg. Le square du Serment-de-Koufra, situé sur le côté ouest de la porte d'Orléans, commémore également cet épisode.

Galerie de photographies
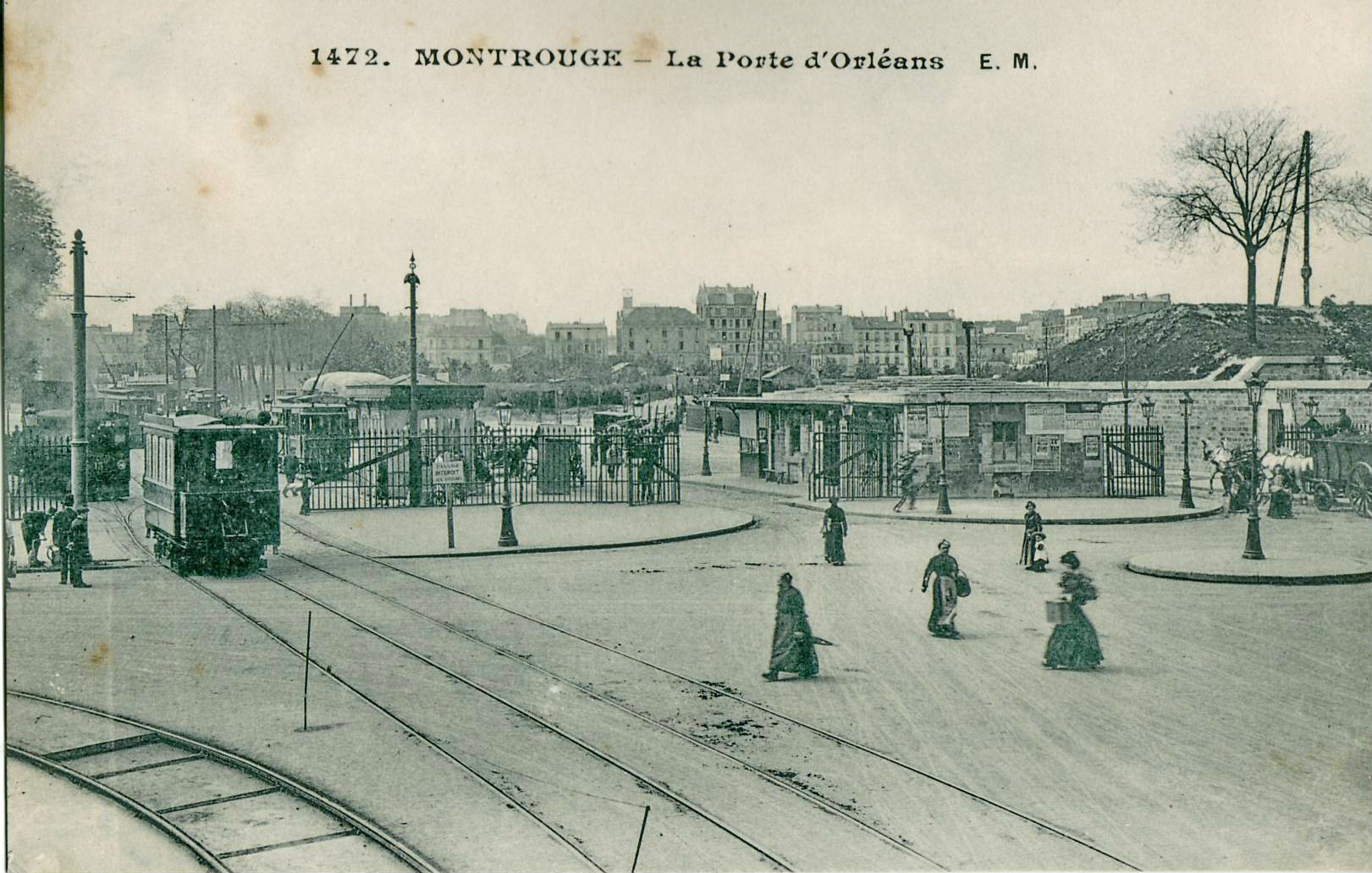
L'Arpajonnais au début du XXe siècle.
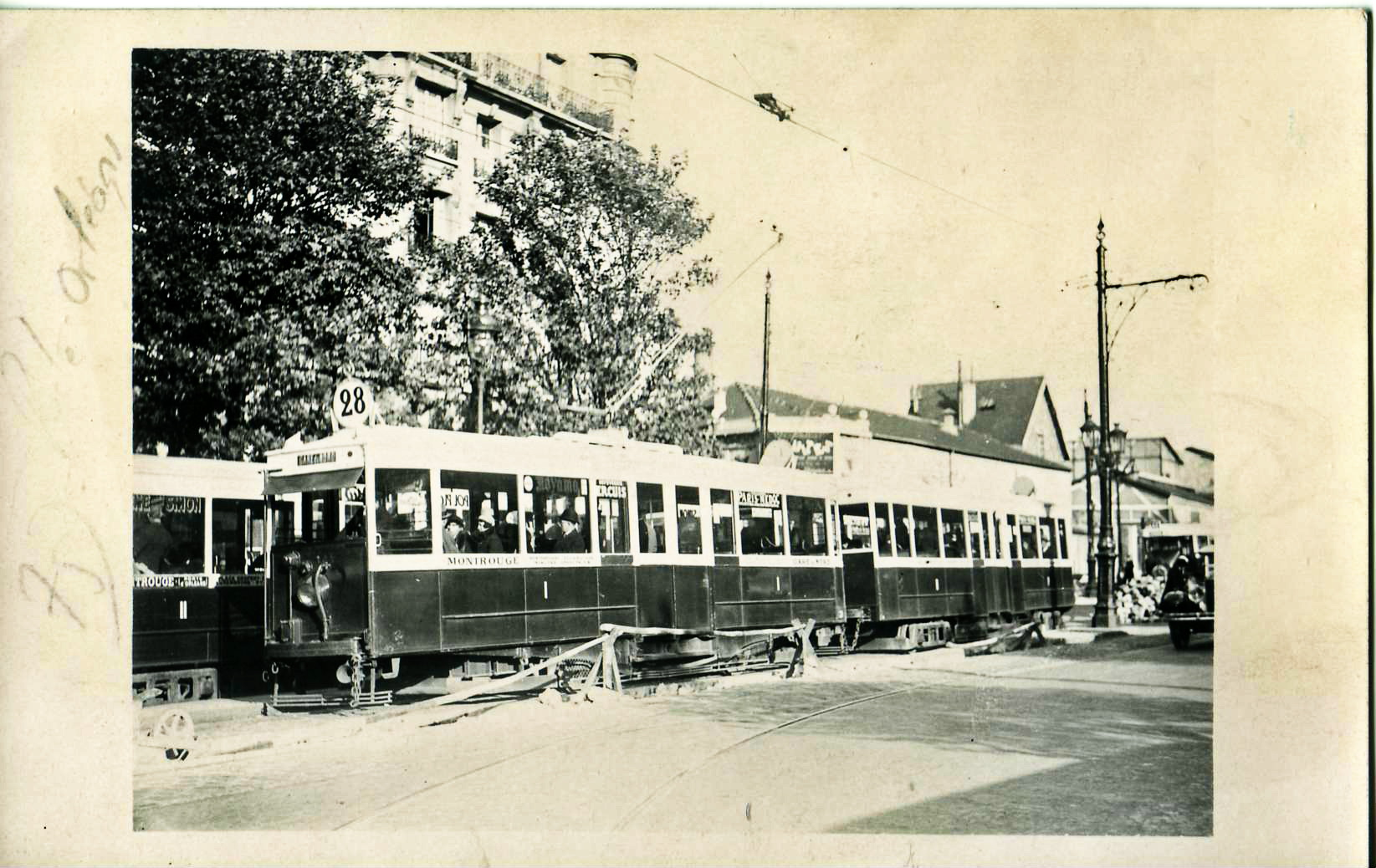
Le tramway 28 (Montrouge - Saint-Augustin) à la porte d'Orléans.
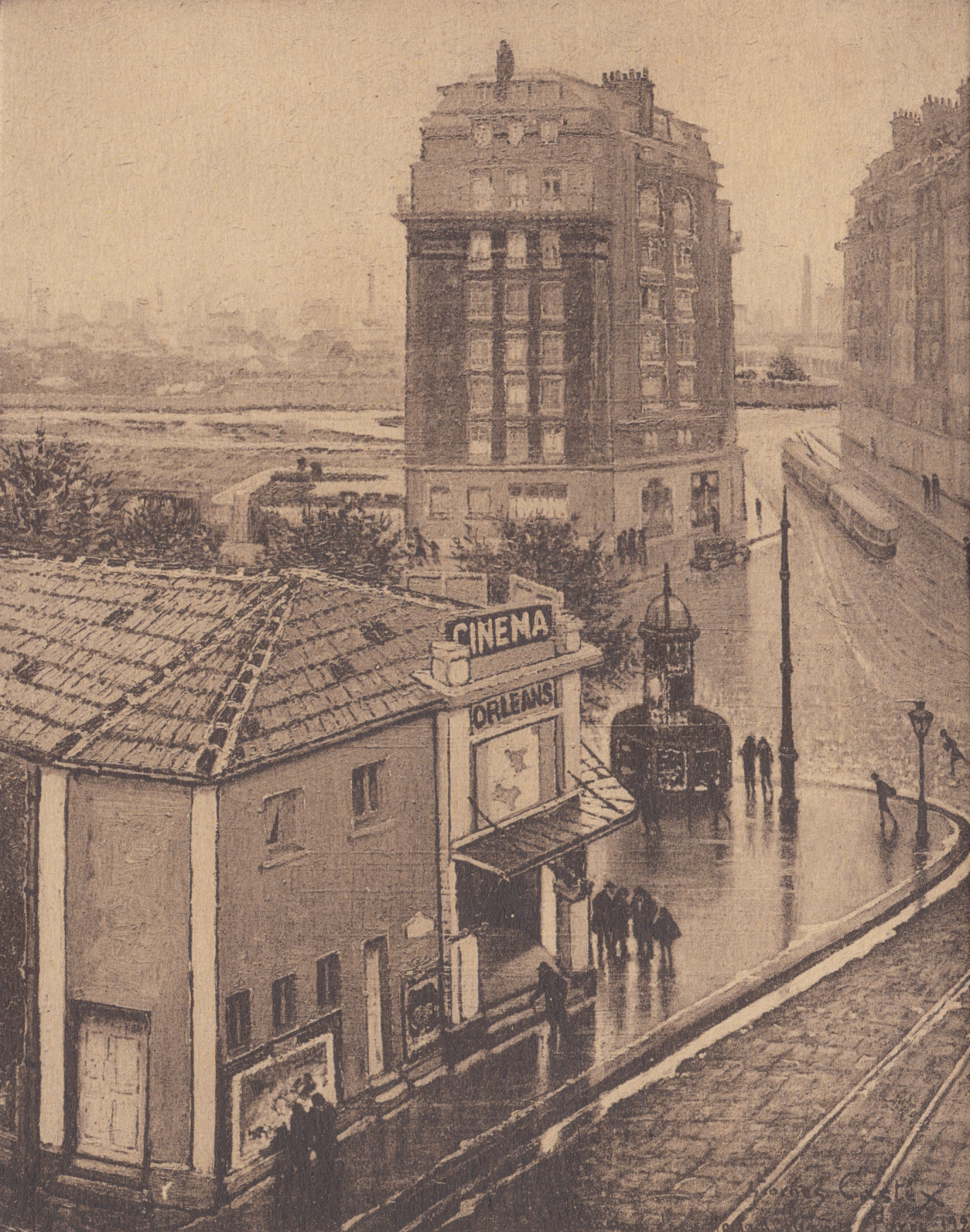
Le Cinéma de la porte d'Orléans en 1929.

## Dans la chanson
Le blues de la Porte d’Orléans est une chanson de Renaud.